# ノースバンクーバー
ノースバンクーバー（英: North Vancouver）： ブリティッシュコロンビア州のメトロバンクーバーには、「ノースバンクーバー」と名の付く2つの自治体がある。
- ノースバンクーバー市 （City of North Vancouver）： 人口5万8,120人（2021年統計）[1]。
- ノースバンクーバー地区 （District of North Vancouver）： 人口8万8,168人（2021年統計）[2]。

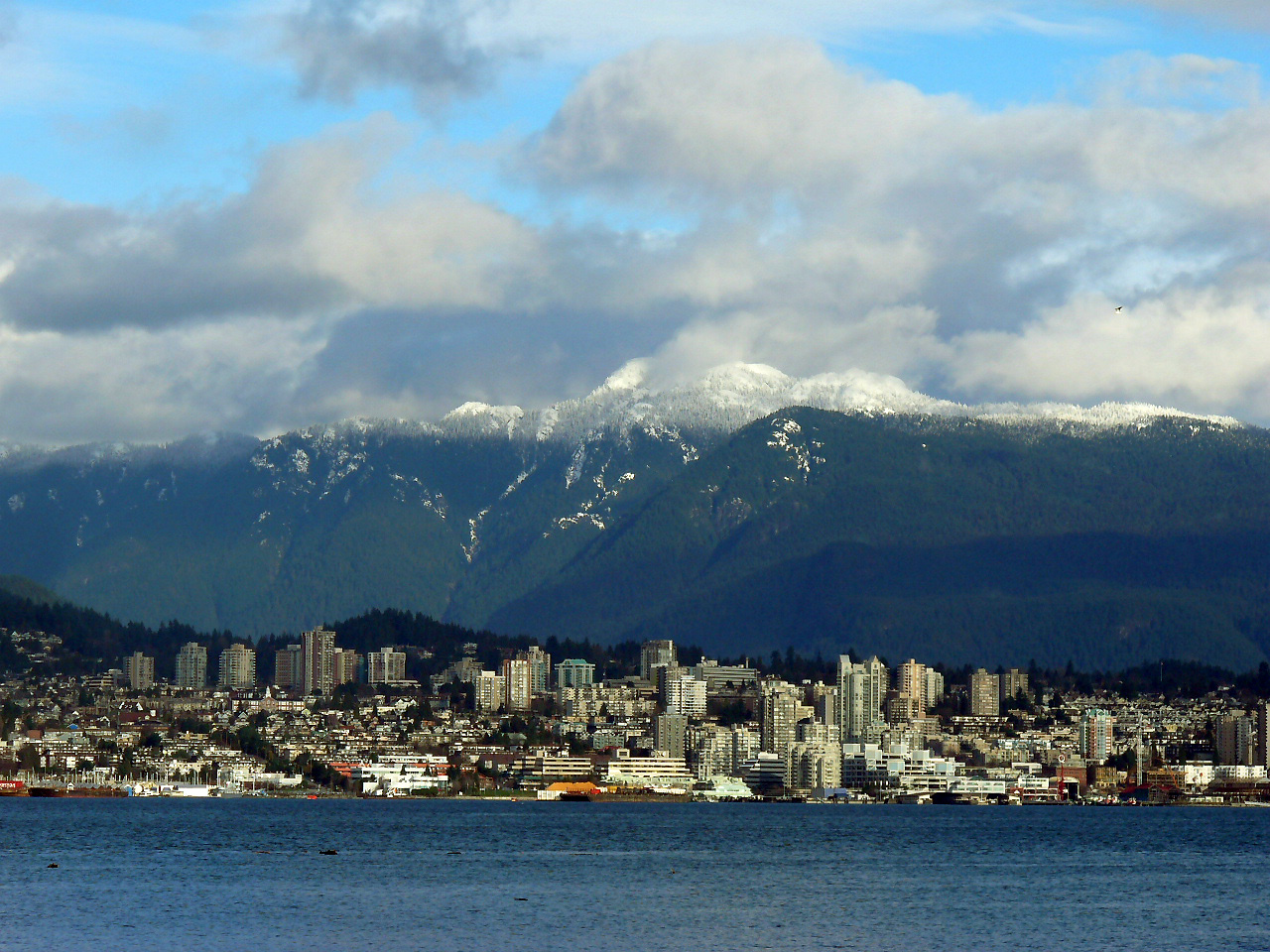
ノースバンクーバー

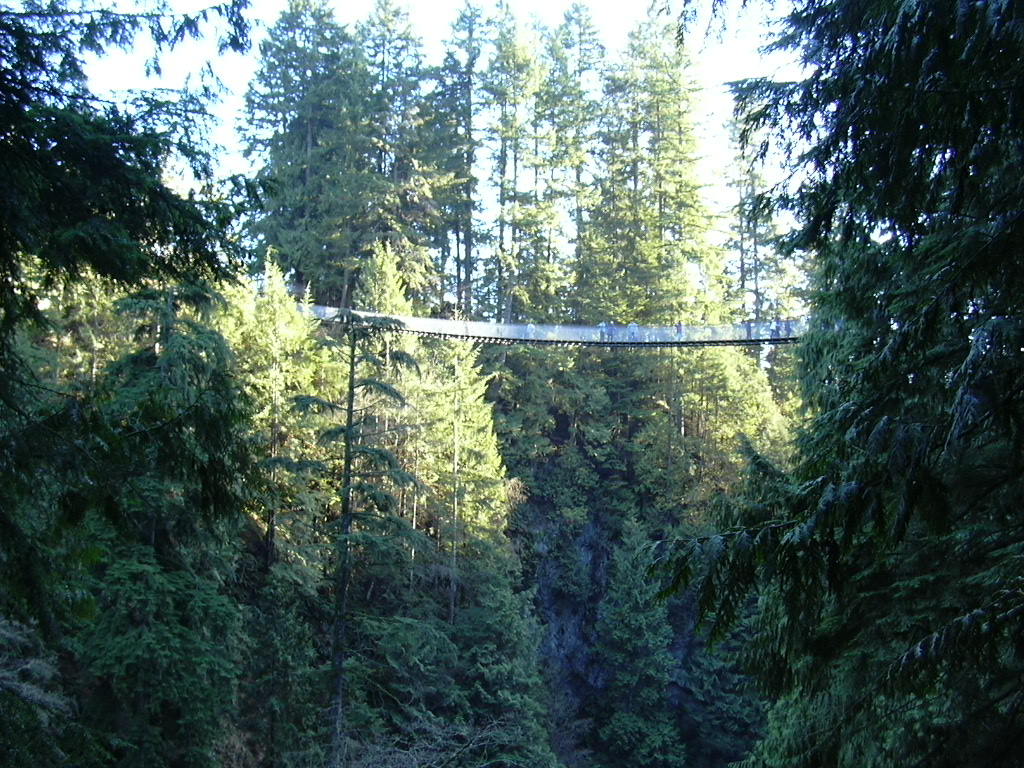
キャピラノ吊橋

市と地区はそれぞれに首長と評議会や関連機関をもっているが、学校区（North Vancouver School District）やレクリエーション委員会（North Vancouver Recreation Commission）、RCMPの出張所など、共有している行政サービスもある。
この2つの自治体の大きな違いは住民に対する行政のあり方に見られるが、郵便など多くのサービスを共有しており、名称も「ノースバンクーバー」と同じため、一般にこの2つを区別することはめったにない。これまでも何度か合併が提案されてきたが、進展には至っていない。

## ノースバンクーバー市
地区と比べより都会の雰囲気があり、東西と北は地区に囲まれている。北岸地域の高層ビルが建ち並び、ビルのテナントや商業施設が数多くある。バラード入江の沿岸は工業地区であったが、近年、住宅と商業施設に変わった。また、シーバスの北側ターミナルのロンズデール・キーがあり、その建物にはマーケットも設けられている。

## ノースバンクーバー地区
市と比べはるかに面積が広く、西はキャピラノ川（Capilano River）と、東はインディアンアーム（Indian Arm）、南はバラード入江（Burrard Inlet）、北は北岸山脈（North Shore Mountains）と接している。この東から西に延びている山脈付近は雨が多く、起伏が激しいため、急勾配で曲がりくねった道路になっている。同地区は主に核家族の住宅街が建ち並び、バラード入江の沿岸には工業団地が広がっている。一般に「ダウンタウン」と呼ばれるエリアはないが、エッジモント・ビレッジ（Edgemont Village）やリン峡谷（Lynn Valley）などがそれに代わる商業地区としてあり、同地域のハブとして機能している。
スカイライドというロープウェーがあるグラウス山（海抜1130m）やセイモア山で知られる北岸山脈はハイキング、スキー、マウンテンバイクなど自然愛好家に人気の場所である。とくに50kmに及ぶマウンテンバイク・トレイルは多くのビデオに使われ、毎年開かれ半日間を戦う有名な大会の舞台である。
その他、リン峡谷、キャピラノ吊橋のあるキャピラノ峡谷、シーカヤックのバラード入江に多くの観光客が集まる。